# Garnacha blanca

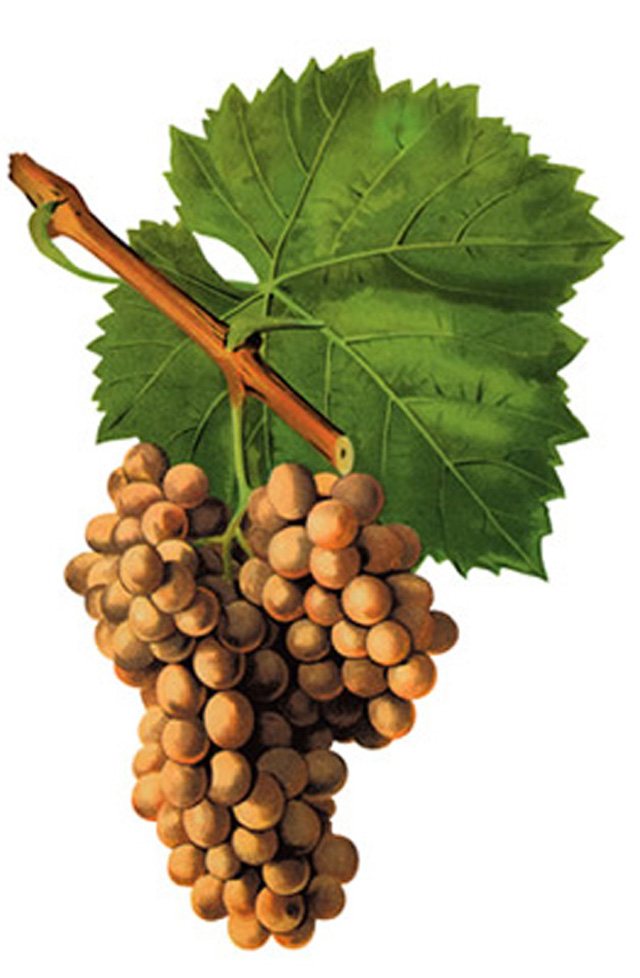
Racimo de garnacha blanca.

La garnacha blanca es una variedad de uva blanca de vino que está relacionada con la uva garnacha tinta. Se encuentra, sobre todo, mezclada en los vinos del Ródano y en el noreste de España. Los vinos se caracterizan por un gran grado de alcohol y por una baja acidez, con notas cítricas y herbáceas. Su vigor puede dar lugar a la sobreproducción y a la flacidez. En cualquier caso, si se controla su rendimiento, puede contribuir al sabor y a la longitud de las mezclas, particularmente con roussanne. Desde los años 1980, ha sido la quinta uva blanca de vino más plantada en Francia después de la ugni blanc, la chardonnay, la semillón y la sauvignon blanc.
Tiene racimos de tamaños no muy grandes y compactos. Las bayas son de tamaño mediano, forma redonda y color amarillo-verdoso. Se ha usado tradicionalmente sola o mezclada con macabeo, parellada, moscatel o Pedro Ximénez para hacer mistela. Produce vinos de gran cuerpo y mucho alcohol, de color amarillo paja; desprende aromas florales y afrutados.

## Historia
Se cree que la garnacha blanca es originaria de una mutación de la garnacha tinta española. Luego fue a través de los Pirineos hacia Francia, encontrando un segundo hogar en el Ródano.

## Regiones vitícolas
Según la Orden APA/1819/2007, la uva garnacha blanca es una variedad vinífera recomendada en las comunidades autónomas de Aragón y Cataluña, conociéndose en esta última como garnatxa blanca y lladoner blanc.
Es variedad principal en la Denominación de Origen Alella, Costers del Segre, Tarragona y Terra Alta y su uso está autorizado en Cariñena, Cigales, L'Empordá-Costa Brava, Navarra, Priorato y Somontano y Rioja. Se permite en los vinos blancos de Rioja pero no es ampliamente utilizada debido a la tendencia de su mosto a oxidarse fácilmente.
La garnacha blanca es una importante variedad en el Valle del Ródano francés, a menudo mezclada con roussane en los vinos siendo incluida en algunos vinos tintos. Es componente mayoritario en los vinos las AOC Châteauneuf-du-Pape y Côtes du Rhône. Se permite incluir más de un 10 % de garnacha blanca en los vinos tintos de la AOC Côtes du Rhône. En la AOC Rivesaltes, la uva es usada como un componente de mezcla en algunas regiones donde se realizan vinos vin doux naturel.
Casi la mitad de las plantaciones francesas de garncha blanca están localizadas en la región del Rosellón, donde la uva es a menudo mezclada con rousanne, marsanne, viognier y rolle. En las zonas altas del Valle Agy, se están empenzando a plantar en su variado terruño.
En Châteauneuf-du-Pape, la garnacha blanca provee de frutalidad y mantecosidad a la mezcla que a menudo incluye roussane, picpul, bourbulenc y clairette blanche.

## Sinónimos
Es conocida también como Alicante blanca, belan, feher grenache, garnatxa blanca, vernatxa blanca en Tierras del Ebro, rool grenache, silla blanc, sillina blanc y white grenache.